# Chrysocraspeda praegriseata
Chrysocraspeda praegriseata là một loài bướm đêm trong họ Geometridae.